# Etienne Floré
Etienne Joseph Floré (Oostkamp, 14 maart 1911 - Brugge, 28 november 1994) was een Belgisch volksvertegenwoordiger, advocaat en magistraat.

## Levensloop
Floré stamde uit een landbouwersfamilie. Na zijn studies aan het Brugse Sint-Lodewijkscollege promoveerde hij in 1935 tot doctor in de rechten aan de Rijksuniversiteit Gent en vestigde zich als advocaat in Brugge. Hij trouwde met Palmyre Brackx (1915-1994).
Tijdens en na zijn studentenjaren was hij lid van het Jeugdfront, de politieke jongerenvereniging die aanleunde bij de Katholieke Vlaamse Volkspartij. Hij werd er nationaal voorzitter van. Later werd hij voorzitter van de Jonge Balie.
Op 16 augustus 1945 werd hij voor het arrondissement Brugge lid van de Kamer van volksvertegenwoordigers. Hij stond bij de laatste vooroorlogse verkiezingen van 1939 als eerste opvolger op de lijst, zodat hij automatisch Kamerlid werd nadat de titularis, Alfons De Groeve, op 5 augustus was overleden. De Groeve vertegenwoordigde het ACW op de katholieke lijst en de afspraak was dat hij door een ACW'er moest worden opgevolgd. De keuze viel op Gerard Eneman, die na de eerste naoorlogse wetgevende verkiezingen van februari 1946 in de Kamer moest belanden. Floré voerde nog wel de CVP-Kamerlijst aan bij deze verkiezingen, maar nam op 26 maart 1946 ontslag ten voordele van Eneman.
Floré keerde voltijds terug naar de advocatuur. In 1953 werd hij benoemd tot referendaris en later tot voorzitter van de Kamer van Koophandel in Brugge. Hij bekleedde dit ambt tot aan zijn emeritaat in 1981.
Hij werd lid en proost van de Edele Confrerie van het Heilig Bloed.